# Alegeri prezidențiale în Chile, 2009-2010
Alegerile prezidențiale din Chile din 2009–2010 s-au bazat pe sistemul a două tururi de scrutin, întrucât niciunul dintre candidați nu a obținut un vot majoritar în primă fază. Primul tur de scrutin a avut loc la 13 decembrie 2009. În ultimul tur au ajuns cei mai votați doi candidați și anume Sebastián Piñera, de centru-dreapta și Eduardo Frei Ruiz-Tagle de centru–stânga. Acest al doilea tur a avut loc pe 17 ianuarie 2010, și a fost câștigat de Piñera, care a fost investit in funcție pe 11 martie 2010, după ce a obținut 51,6% din voturi, devenind succesorul lui Michelle Bachelet.
Politica chiliană este dominată de două mari coaliții: una de centru–stânga, Coaliția Partidelor Democrate (Concertación de Partidos por la Democracia), compusă din Partidul Creștin Democrat, Partidul Socialist, Partidul Democrat și Partidul Radical Social Democrat; a doua de centru–dreapta, Alianța pentru Chile compusă din Uniunea Independent Democrată și Reînnoirea Națională. Coaliția l-a ales drept candidat pe fostul președinte Eduardo Frei Ruiz–Tagle, în timp ce Alianța l-a ales pe fostul candidat la președinție Sebastián Piñera, care mai era susținut, de altfel, de noul grup electoral Coaliția pentru Schimbare. 

## Candidații la președinție
- Jorje Arrate, candidat din partea Patidului Comunist, cu orinetare politica de extremă stânga.
- Marco Enriquez–Ominami, candidat independent de centru–stânga.
- Eduardo Frei Ruiz–Tagle, candidatul Coaliției de centru–stânga.
- Sebastián Piñera, canditul Alinaței pentru schimare, de centru–dreapta.

Ambele partide ale Alinaței pentru Chile — RN și UDI — l-au ales pe Sebastián Piñera drept candidat la președinție, ambele partide fiind reunite în Coaliția pentru Schimbare. În această coaliție a intrat și Partidul ChileFirst precum și alte grupări minoritare.
Coaliția Partidelor Democrate l-au desemnat drept singurul candidat pe fostul președinte Eduardo Frei Ruiz–Tagle, ce venea din partea Partidului Creștin Democrat. Procesul de selecție a fost unul singur și la nivel regional pe 5 aprilie 2009 în Maule și O'Higgins între Frei și Jose Antonio Gomez din partea Partidului Radical Social Democrat. Frei a câștigat atunci alegerile regionale cu 65% din voturi, față de doar 35% ale lui Gomez. Frei a fost proclamat candidat la președinție de PPD pe 1 august 2009 și de către PDC, PS si PRSD pe 22 august 2009, acesta anuntându-și oficial candidatura pe 12 septembrie 2009.
Coaliția Împreună Putem Mai Mult (Juntos Podemos Más) de extremă stânga l-a ales drept unic candidat pe fostul membru al Partidului Socialist, Jorge Arrate, la 25 aprilie 2009. În iulie 2009, după ce candidatul a pierdut suportul Partidului Umanist, a devenit membru al Partidului Comunist pentru a nu încălca legea și a merge mai departe in alegerile prezidențiale. Pe 9 septembrie 2009 și-a anunțat oficial candidatura.
Candidatul independent Marco Enriquez–Ominami a anunțat pe 15 decembrie 2008 că este dispus să intre într-un partid socialist. În cele din urmă el nu a candidat din partea PS conform convenției, deși ar fi avut suportul necesar atât din partea partidului cât și din partea unor consilii. În august 2009, el și-a anunțat candidatura ca independent obținând la primele alegeri 20% din voturi, devenind asfel o amenințare chiar și pentru marile coaliții. Totuși el a fost desemnat candidat din partea Patidelor Umaniste și Ecologiste, cărora li s-au adăugat și grupuri mai mici de stânga, unite sub emblema Noua Majoritate pentru Chile pe 13 septembrie 2009. Și-a anunțat oficial candidatura pe 10 septembrie 2009.

## Dezbateri publice
Primele dezbateri au fost organizate de TVN și au avut loc in Studio 9 în Santiago. A fost transmis în direct pe 23 septembrie 2009, la orele 10:40 PM. La această dezbatere au luat parte toți cei patru candidați. O agenție de sondaje a făcut public a doua zi faptul că Enriquez–Ominami, Arrate și Pinera erau considerați ca având cele mai multe șanse având 29–30% suport, în timp ce Frei avea doar 9%. 45% din cei chestionați au considerat ca Frei a avut cea mai proastă reprezentare, urmat de Piñera (37%), Arrate (10%) și Enriquez–Ominami (5%). La Segunda, o altă agenție de sondaje, a arătat faptul că Piñera a câștigat dezbaterile cu 23%, urmat de Arrate (21%), Enriquez–Ominami (15%) și Frei (9%), în timp ce 31% au considerat că niciunul dintre candidați nu a câștigat dezbaterea. 
A doua dezbatere a fost organizată de către Archi (Asociația Posturilor de Radio) și Universitatea Mayor. Aceasta a avut loc pe 9 octombrie 2009 la 8:30 AM. A fost o dezbatere in direct la radio, emisie ce a fost preluată de toate posturile de știri care au transmit frânturi din dezbatere. Un sondaj realizat de Universitatea Mayor a arătat ca Piñera câștigase dezbaterile cu 41% urmat de Enriquez–Ominami (22%), Arrate (19%) și Frei Ruiz–Tagle (17%). 
A mai existat o dezbatere online pe 4 noiembrie organizată de Terra și Radio Cooperativa la care a fost prezent doar Arrate după ce ceilalți trei candidați și-au anunțat absența. O dezbatere având ca temă de discuție problemele regionale a avut loc pe 6 noiembrie 2009 la ora 9 AM în cazinoul Talca. Această dezbatere a fost organizată de ANP (Asociația Națională a Presei) și la ea au luat parte toți cei patru candidați.
O a șasea dezbatere a avut loc pe 9 noiembrie la Canal 13 în studiourile din Santiago și a fost transmisă la ora 10 PM. Au fost prezenți toți cei patru candidați. Această dezbatere a fost mai interesantă deoarece candidații au avut voie să își adreseze întrebări unul altuia și să vorbească liber între ei. 
Ultima dezbatere a fost organizată de Asociația Naționala a Televiziunilor (Anatel) și a fost transmisă în direct pe 16 noiembrie la ora 10 PM de către toate televiziunile locale. La această ultimă dezbatere au luat parte toți cei 4 candidați fără însă a avea în platourile de filmare și spectatori.

## Primul tur de scrutin electoral
În urma primul tur de scrutin electoral au fost desemnați Sebatian Pinera (cu 44,06% și 3.074.164 voturi) și Eduardo Frei Ruiz – Tagle (cu 29,60% și 2.065.061 de voturi) ca și candidații pentru al doilea tur de scrutin. Enriquez – Ominami (cu 20,14% și 1.405.124 voturi) și Jorge Arrate (cu 6,21% și 433.195 de voturi) au pierdut alegerile electorale în urma primul tur electoral.

## Al doilea tur de scrutin electoral

### Campania
Pe 20 decembrie 2009, Coaliția Impreună Putem Mai Mult a anunțat suportul pentru candidatura lui Eduardo Frei, după ce fostul președinte a fost de acord să includă unele amendamente în programul său de guvernare. După două zile, Jorge Arrate și-a arătat și el întreg sprijinul față de Frei. Pe 13 ianuarie 2010 Enriquez–Ominami a ținut o conferință de presă în care a sugerat că l-ar vota pe Frei, deși nu îi pronunțase numele, opinând doar că un vot pentru Piñera ar însemna o regresie a statului în schimb ce un vot pentru Frei nu ar însemna o înaintare.

### Dezbateri
A existat o singură dezbatere între cei doi candidați și a fost organizată de Anatel și a fost transmisă de toate televiziunile pe 11 ianuarie 2010 la ora 10 PM. 
În urma ultimului tur de scrutin electoral, câștigător a fost desemnat Sebastián Piñera Echenique cu 51,61% și 3.591.182 de voturi în timp ce Eduardo Frei Ruiz–Tagle a pierdut alegerile cu 48,39% și 3.367.790 de voturi.